# キャロル・ペイトマン
キャロル・ペイトマン（Carole Pateman、1940年12月10日 - ）は、イギリス出身の政治学者。専門は、政治理論、フェミニズム政治思想。自由民主主義の批評家として知られる。
1971年オックスフォード大学で博士号取得。シドニー大学講師等、カリフォルニア大学ロサンゼルス校（UCLA）政治学部教授を歴任し、同大学特別名誉教授。1991年から1994年まで世界政治学会会長、2010年から2011年までアメリカ政治学会会長を務めた。

## 経歴
ペイトマンはイギリスのサセックス州マレスフィールドで生まれた。ルイス・カウンティ・グラマースクール・フォー・ガールズで教育を受け、16歳で中退した。
1963年にオックスフォードのラスキン・カレッジに入学し、経済学、政治学、歴史学、社会学を学び、優秀な成績を収めた。レディ・マーガレット・ホールでPPEを専攻し、DPhilを取得した。
1972年、シドニー大学で政治理論の講師になった。
1990年以来、カリフォルニア大学ロサンゼルス校(UCLA)の政治学科で教鞭をとっており、現在は特別名誉教授である。
1991年から1994年、世界政治学会（IPSA）の（初の女性）会長を務めた。
2007年に英国学士院の会員に選ばれた。
2010年から2011年にかけてアメリカ政治学会（APSA）の会長を務めた。カーディフ大学ヨーロッパ研究科の名誉教授である。
2001年にUCLAでファカルティ・リサーチ・レクチャーを行った。
米国芸術科学アカデミー、英国学士院、英国社会科学アカデミーの会員でもある。オーストラリア国立大学、アイルランド国立大学、ヘルシンキ大学から名誉学位を授与されている。

## 賞
- 1993年-1994年　グッゲンハイム会員に選出
- 1994年　社会科学の高等研究のためのスウェーデン・コレギウム(SCAS)の国際諮問委員会委員に選出
- 2012年　ヨハン・スクデ政治学賞を受賞[3]
- 2013年　英国政治学会（IPSA）から特別表彰賞を受賞
- 2015年　ウェールズ学協会の会員に選出[4][5]
- オーストラリア政治科学協会(APSA)は、ジェンダーと政治のトピックについて出版された最高の本に対して、隔年でキャロル・ペイトマン賞を授与している[6]。

## 著書

### 単著
- Participation and Democratic Theory, (Cambridge University Press, 1970).

『参加と民主主義理論』寄本勝美訳、早稲田大学出版部、1977年
- The Problem of Political Obligation: A Critique of Liberal Theory, (Basil Blackwell, 1979, 2nd ed., 1985).
- The Sexual Contract, (Stanford University Press, 1988).

『社会契約と性契約――近代国家はいかに成立したのか』中村敏子訳、岩波書店、2017年
- The Disorder of Women: Democracy, Feminism, and Political Theory, (Stanford University Press, 1989).

『秩序を乱す女たち？――政治理論とフェミニズム』山田竜作訳、法政大学出版局、2014年

### 共著
- Contract and Domination, with Charles W. Mills, (Polity Press, 2007).

### 共編著
- Women, Social Science and Public Policy, co-edited with Jacqueline Goodnow, (Allen & Unwin, 1985).
- Feminist Challenges: Social and Political Theory, co-edited with Elizabeth Gross, (Allen & Unwin, 1986).
- Feminist Interpretations and Political Theory, co-edited with Mary Lyndon Shanley, (Polity Press, 1991).
- Justice and Democracy: Essays for Brian Barry, co-edited with Keith Dowding and Robert E. Goodin, (Cambridge University Press, 2004).

### 動画
- The Equivalent of the Right to Land, Life, and Liberty? Democracy and the Idea of a Basic Income